# Бакиртзис, Эврипидис
Эврипи́дис Бакирдзи́с (греч. Ευριπίδης Μπακιρτζής; 16 января 1895 — 9 марта 1947) — греческий военный и политический деятель, глава правительства греческих территорий, освобождённых греческими партизанами от немецких, итальянских и болгарских оккупантов.
Родился в городе Козани. Был офицером греческой армии, откуда его дважды увольняли и приговаривали к смертной казни за участие в попытках республиканского переворота. За плечами у него были несколько войн и при диктатуре Метаксаса ему предлагали высокую должность в Генеральном штабе, однако он отказался, окончательно уволился из рядов вооруженных сил и отправился в изгнание в Бухарест, где ранее служил военным атташе.
После объявления греко-итальянской войны в 1940 году вернулся в Грецию и явился в военную канцелярию в Салониках, чтобы присоединиться к армии в звании рядового, что не было принято правительством Метаксаса. После оккупации страны стал организатором Движения Сопротивления. Был первым военным связующим звеном греческих бойцов Сопротивления с англичанами под кодовым именем Прометей I, вместе со своим однокашником Димитриосом Псарросом выступил соучредителем отдельной группы Сопротивления — Национального и социального освобождения (ЭККА). Вскоре после этого он присоединился к организации AAA генерала Стефаноса Сарафиса, а оттуда в ряды Народно-освободительной армии Греции (ЭЛАС) и Компартии Греции, командовал Македонской группой дивизий ЭЛАС.
Возглавлял Комитет национального освобождения, «Горное правительство» освобождённых территорий (с 10 марта 1944 года). Уже через месяц, 18 апреля 1944 года уступил свою должность Александросу Сволосу и занял пост вице-президента и секретаря по продовольствию до роспуска правительства 2 сентября 1944 года. В сентябре 1946 года вместе с другими лидерами ЭЛАС был арестован как левый и сослан на Икарию. Умер в ссылке на Эгейских островах в 1947 году после того, как дал показания комиссии ООН о ситуации в Греции во время гражданской войны — вскоре после визита он был найден в своей комнате мёртвым с пулей в сердце. Усилия, предпринятые его семьей для перевозки его тела в Афины для расследования обстоятельств смерти и похорон рядом с родными, не принесли результатов. Причины его смерти остаются неизвестными; официально было заявлено о самоубийстве.